# Homologenpaar
Ein Homologenpaar ist bei diploiden Organismen ein Paar gleichartiger Chromosomen. Die beiden Chromosomen enthalten überwiegend dieselben Gene. Bei geschlechtlicher Fortpflanzung stammt je eines der beiden Chromosomen vom Vater bzw. von der Mutter des Individuums. Während der Meiose lagern sich jeweils die Chromosomen eines Homologenpaars aneinander. So wird gewährleistet, dass beide Tochterzellen der Reduktionsteilung einen vollständigen haploiden Chromosomensatz erhält. 